# Andrew Parrott

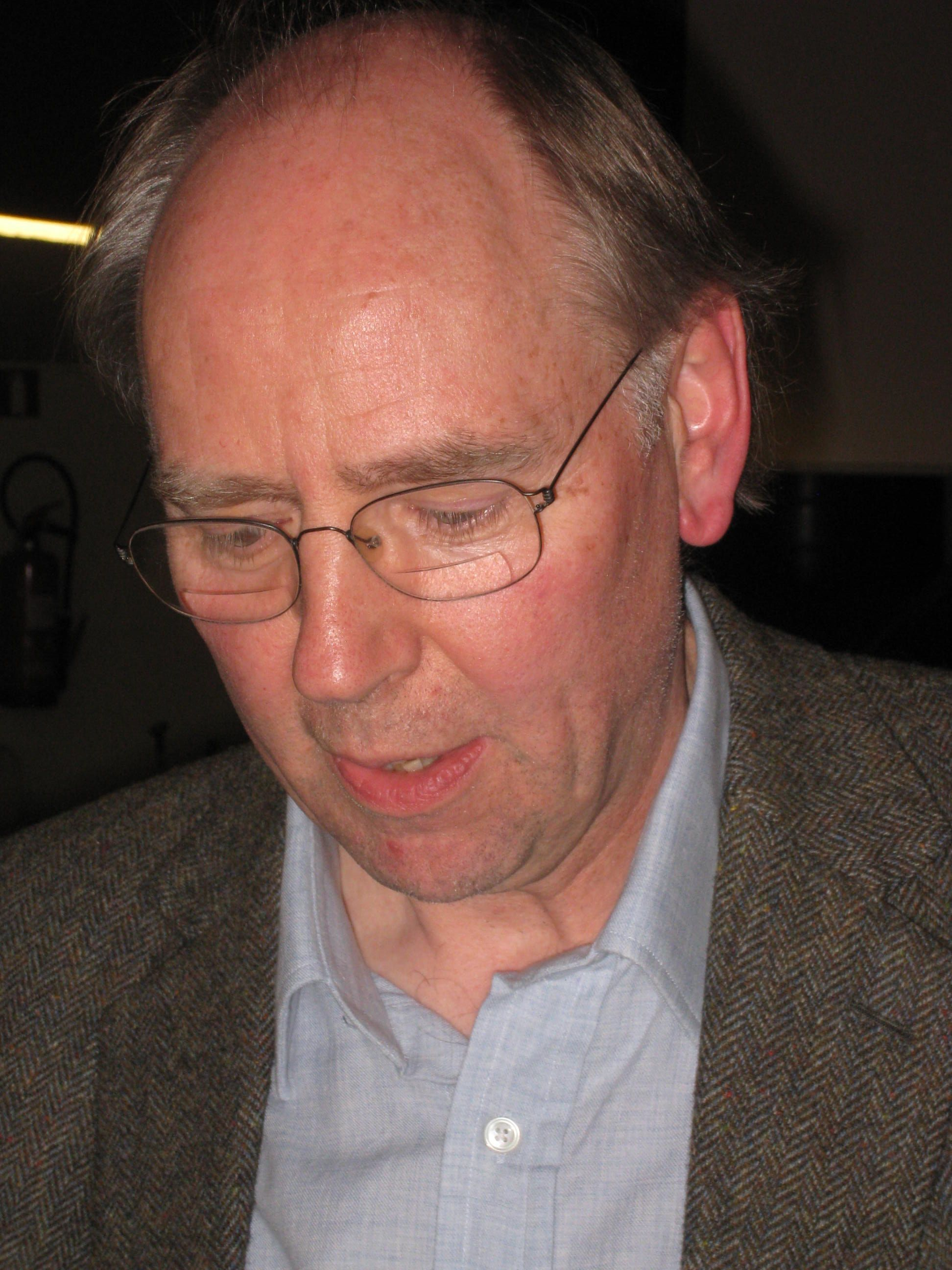
Andrew Parrott, 2008.

Andrew Parrott (10 de marzo de 1947) es un director de orquesta británico conocido principalmente por su trabajo pionero en la interpretación históricamente informada de la música antigua. 
En 1973 fundó en Londres el Taverner Consort, Choir and Players, un grupo formado para la interpretación de música renacentista y barroca con instrumentos antiguos o copia moderna de instrumentos originales. Posteriormente fue director musical de los London Mozart Players durante varios años hasta septiembre de 2006. Actualmente, es director musical del New York Collegium.
A lo largo de su carrera, ha dirigido un repertorio muy extenso, incluyendo música contemporánea. Dirigió la primera representación de la ópera A Night at the Chinese Opera de Judith Weir así como su primera grabación. También ha grabado música de otros compositores contemporáneos como John Tavener y Vladimír Godár.
Parrott ha publicado importantes artículos sobre Bach, Monteverdi y Purcell. También fue coeditor del New Oxford Book of Carols y autor del The Essential Bach Choir.